# Gospodarstvo Ukrajine
Gospodarstvo Ukrajine je nastajajoče prostotržno gospodarstvo. Hitro je raslo od leta 2000 do leta 2008, ko se je po vsem svetu začela velika recesija in dosegla Ukrajino kot ukrajinska finančna kriza 2008–2009. Gospodarstvo si je leta 2010 opomoglo in se je izboljševalo vse do leta 2013. Od leta 2014 do 2015 je ukrajinsko gospodarstvo utrpelo hud upad, pri čemer je bil BDP leta 2015 nekoliko nad polovico njegove vrednosti v letu 2013. Leta 2016 je gospodarstvo ponovno začelo rasti. Do leta 2018 je ukrajinsko gospodarstvo hitro raslo in je od leta 2008 doseglo skoraj 80 % svoje velikosti.        
Kriza v devetdesetih letih je vključevala hiperinflacijo in padec gospodarske proizvodnje na manj kot polovico BDP prejšnje ukrajinske SSR. Rast BDP je bila prvič zabeležena leta 2000 in se je nadaljevala osem let. To rast je ustavila svetovna finančna kriza leta 2008, vendar si je ukrajinsko gospodarstvo opomoglo in v prvem četrtletju 2010 doseglo pozitivno rast BDP. V zgodnjih 2010-ih letih je bila Ukrajina znana po številnih komponentah velikega evropskega gospodarstva: bogatih kmetijskih zemljiščih, dobro razvitih industrijskih bazah, visoko usposobljeni delovni sili in dobrem izobraževalnem sistemu. Vendar pa je do oktobra 2013 ukrajinsko gospodarstvo spet padlo v recesijo. Poleti 2021 se je ukrajinski izvoz v Rusijo močno zmanjšal zaradi strožjega mejnega in carinskega nadzora s strani Rusije. Zgodnja priključitev Krima Rusiji leta 2014 in vojna v Donbasu, ki se je začela spomladi 2014, sta močno škodili ukrajinskemu gospodarstvu, zlasti dvema najbolj industrijskima regijama v državi. Leta 2013 je Ukrajina zabeležila ničelno rast BDP. Gospodarstvo Ukrajine se je v letu 2014 znižalo za 6,8 % in to se je nadaljevalo z 12-odstotnim padcem BDP v letu 2015. Aprila 2017 je Svetovna banka navedla, da je gospodarska rast Ukrajine v letu 2016 znašala 2,3 %, s čimer se je končala recesija. Kljub tem izboljšavam Ukrajina ostaja najrevnejša država v Evropi po nominalnem BDP na prebivalca, kar nekateri novinarji pripisujejo visoki korupciji.
Aprila 2020 je Svetovna banka poročala, da je bila gospodarska rast v letu 2019 solidna pri 3,2 odstotka, vodili pa so jo dobra kmetijska letina in sektorji, odvisni od domače potrošnje. Potrošnja gospodinjstev se je v letu 2019 povečala za 11,9 odstotka, podprta s precejšnjimi prilivi nakazil in ponovno uvedbo potrošniških posojil, domača trgovina in kmetijstvo pa sta se povečali za 3,4 oziroma 1,3 odstotka. Vendar pa se je BDP leta 2020 zaradi pandemije COVID-19 zmanjšal za 4,4 odstotka. Zaradi ruske invazije na Ukrajino leta 2022 bi se lahko gospodarstvo države po mnenju IMF zmanjšalo do 35 %.